# Stresemanns tapaculo
Stresemanns tapaculo (Merulaxis stresemanni) is een bijna uitgestorven zangvogel uit de familie der tapaculo's (Rhinocryptidae).

## Vondst en naamgeving
Het holotype is tussen 1831 en 1838 in Recôncavo nabij de stad Salvador verzameld. Ruim een eeuw later, in 1945, werd in Ilhéus het paratype verzameld. Op basis van het holotype en het paratype beschreef Helmut Sick in 1960 het typesoort Merulaxis stresemanni. Hij noemde deze soort Merulaxis stresemanni ter ere van de Duitse ornitholoog Erwin Stresemann.

## Kenmerken
Stresemanns tapaculo is een middelgrote vogel van circa 20 centimeter groot. De soort vertoont seksuele dimorfie. Het mannetje is zowel aan de bovenzijde als de onderzijde zwart. Het vrouwtje heeft een donkerbruine bovenzijde en een kastanje rode onderzijde. Beide seksen hebben een slanke, zwarte snavel (2 cm) en een lange staart. Verder hebben beide seksen een toefje veren op hun voorhoofd. De soort lijkt sterk op de borsteltapaculo (M. ater), maar het verspreidingsgebied van beide soorten overlapt elkaar niet en verder maken ze onderling verschillende geluiden.

## Verspreiding en leefgebied
Deze vogel is endemisch in Brazilië en komt enkel voor in de staten Bahia en Minas Gerais. De natuurlijke leefgebieden zijn ongerepte subtropische of tropische regenwouden op een hoogte tot 800 meter boven zeeniveau. Deze habitats liggen binnen het bioom Atlantisch Woud.

## Voeding
De Stresemanns tapaculo voedt zich met insecten en andere ongewervelden.

## Status
Stresemanns tapaculo heeft een zeer klein verspreidingsgebied en is bijna uitgestorven. Er zijn sinds 2000 maar heel weinig waarnemingen geweest. De grootte van de populatie is in 2020 geschat op 1-50 volwassen vogels, maar het wordt waarschijnlijk geacht dat er niet meer dan tien vogels resteren. De populatie is sterk gedaald door verlies en versnippering van de leefgebieden. Regenwoud wordt omgezet in cacaoplantages of weidegrond. Daarom worden bossen gekapt en/of in brand gestoken. Om deze redenen staat deze soort als kritiek op de Rode Lijst van de IUCN.